# Abu Muslim al-Turkmani

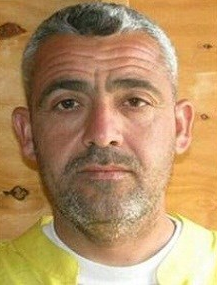
Abu Muslim al-Turkmani

Abu Muslim al-Turkmani (arabisch أبو مسلم التركماني, DMG Abū Muslim at-Turkumānī; * unbekannt; † 18. August 2015 bei Mossul, Irak) war ein führendes Mitglied der Terrormiliz Islamischer Staat. Turkmani war auch unter den Namen Fadil Ahmad Abdullah al-Hiyali (فاضل أحمد عبد الله الحيالي / Fāḍil Aḥmad ʿAbd Allāh al-Ḥiyālī) und Hadschi Muʿtaz (الحاج معتز / al-Ḥāǧǧ Muʿtaz) bekannt. Er war Stellvertreter Abu Bakr al-Baghdadis im Irak.
Während der Regierungszeit Saddam Husseins gehörte Turkmani dem irakischen Militärgeheimdienst Directorate of General Military Intelligence (DGMI bzw. DMI; arabisch: Mudīriyyat al-Istichbārāt al-ʿAskariyya al-ʿĀmma) an. Er soll damals eine moderate Form des Islams praktiziert haben. Nach dem Sturz des Regimes im Jahr 2003 schloss er sich dem sunnitischen Widerstand an und bekämpfte die von den USA angeführten Besatzungstruppen sowie die von Schiiten dominierte neue Zentralregierung in Bagdad. Dieser Widerstand umfasste mehrere ehemalige Gefolgsleute Saddam Husseins, insbesondere aus dem militärischen Bereich.
Abu Muslim al-Turkmani und Baghdadi lernten sich vermutlich im Jahr 2004 im US-Gefangenenlager Camp Bucca im Irak kennen. Laut The Guardian waren insgesamt 17 der 25 wichtigsten Anführer des islamischen Staates in US-Gefängnissen inhaftiert. Zusammen mit Baghdadi und Abu Ali al-Anbari bildete er die Führungsspitze des Islamischen Staats (IS). Turkmani soll den größten Einfluss auf Baghdadi gehabt haben und damit die Nummer zwei des IS gewesen sein. Gemäß der Aufbauorganisation des IS unterstanden Turkmani sieben Gouverneure für die irakischen Provinzen.
Nachdem das US-amerikanische Verteidigungsministerium Mitte Dezember 2014 irrtümlich den Tod von Abu Muslim al-Turkmani bei einem Luftangriff vermeldet hatte, starb dieser laut Mitteilung eines US-Regierungssprechers bei einem Raketenangriff mittels einer Drohne in der Nähe der nordirakischen Stadt Mossul am 18. August 2015. Mitte Oktober 2015 bestätigte ein Sprecher des IS seinen Tod.